# سد تلاع
سد تلاع يقع في تبوك بالمنطقة الشمالية من المملكة العربية السعودية.

## معلومات عن السد
- يبلغ طول السد 611.5 متر.
- يبلغ ارتفاع السد 7 أمتار.
- يبلغ طول المفيض 45 متر.
- يبلغ ارتفاع المفيض 4.5 متر.
- يوجد به 4 آبار.
- يوجد بع عدد 2 أبواب لتفريغ السد.
- تبلغ السعة التخزينية للسد 777008.[1]